# Hafen Nagoya
Der 1907 eröffnete Hafen Nagoya (jap. 名古屋港, Nagoya-kō) ist der größte zivile Seehafen Japans. Betreiber und Verwalter ist seit 1951 der Zweckverband Nagoya Port Authority (Nagoya-kō kanri kumiai, 名古屋港管理組合), ein behördenähnliches Gremium der Präfektur Aichi und der Stadtverwaltung Nagoya.

## Lage
Die Hafenanlagen befinden sich in der Ise-Bucht am westlichen Stadtrand der Millionenstadt Nagoya sowie in Tōkai, Chita, Yatomi und Tobishima, jeweils in der Präfektur Aichi.  Etwa 10 km westlich des Hafens befindet sich der Flughafen Chūbu.

## Verkehrsbauwerke
Die Fläche des Hafens beträgt 42,133 km². Der Hafen verfügt über 290 Kais, 21 Piers und fünf Containerterminals (Tobishima Pier South Container Terminal, Tobishima Pier North Container Terminal, NCB Container Terminal, Nabeta Pier Container Terminal und Tobishima Pier South Side Container Terminal).
Teil des Hafens ist die künstliche Insel Port Island (ポートアイランド, Pōto Airando).

## Wirtschaftliche Bedeutung
Im Hafen können Stückgut, Schüttgut und Container umgeschlagen werden. Im Jahr 2012 wurden 203 Millionen Tonnen Fracht umgeschlagen,  was einem Handelswert von 13,4 Billionen Yen entspricht. Der größte Anteil am Güterumschlag ist die Kfz-Verschiffung, was den Hafen zum größten Umschlagplatz für die Kfz-Verschiffung in Japan macht. Der Toyota Motor Corporation gehört der Shimpo Pier.